# Johan Patkull
Johan Patkull, född 1563, död 1646, var en svensk hovfunktionär.

## Biografi
Johan Patkull föddes 1563. Han var son till Wolter Patkull och Agneta von Rosen. Patkull blev 20 februari 1606 hovmästare hos hertiginnan Sofia och blev 1610 hovjunkare. Han var 1631 kammarherre. Patkull avled 1646.

### Egendom
Patkull ägde från 1598 Posendorf i Ubbenorms socken, vilket konfirmerades 2 december 1631 av Gustav II Adolf.

### Familj
Patkull gifte sig 1598 med Agnes von Falkenberg (född 1582), som var dotter till krigsrådet och generalkommissarien Henrik von Falkenberg och Elisabet von Vietinghoff. De fick tillsammans sonen översten Henrik Patkull (1607–1683).